# イアフ (王妃)
イアフ（Iah、Yah、Jah、Aah = 「月」）は、古代エジプト第11王朝（紀元前2134年–紀元前1991年]中期にあたる、紀元前2060年頃の王の母及び王妃。ファラオの娘、おそらくアンテフ2世、そしてファラオメンチュヘテプ2世の母、彼女はアンテフ3世の王妃。

## 称号
- 最愛の王母（ mwt-nswt mryt-f ） [2]
- ハトホルの巫女（ ḥmt-nṯr-ḥwt-ḥr ） [2]
- 王娘（ sȝt-nswt ） [2]